# POLREF
POLREF – sieć 348 punktów geodezyjnych, dla których zostały określone współrzędne geodezyjne w nawiązaniu do europejskiej sieci geodezyjnej ETRF (European Terrestrial Reference Frame – Europejski Układ Odniesienia) oraz EUREF-POL (sieci 11 punktów bazowych), i która (zgodnie z rozporządzeniem z 14 lutego 2012 roku w sprawie osnów geodezyjnych, grawimetrycznych i magnetycznych) pełniŁA funkcję podstawowej bazowej osnowy geodezyjnej.

## Historia
Sieć pomierzono metodą GPS w latach 1994–1995. Jest ona zagęszczeniem sieci EUREF-POL punktami rozmieszczonymi równomiernie na obszarze całego kraju (zagęszczenie osnowy do boków o długości 30–50 km). Ostateczne współrzędne geodezyjne punktów (B, L, H) wyznaczono w układzie ETRF'89 (data '89 oznacza rok wykonania pomiarów europejskich, a nie układu, tzw. epoka 1989 – co jest istotne biorąc pod uwagę ruchy względne płyt tektonicznych) na elipsoidzie GRS 80.
Sieć EUREF-POL oraz POLREF jako sieci podstawowej osnowy geodezyjnej, stanowią dla obszaru Polski bazę odniesienia dla wszelkich prac geodezyjno-kartograficznych. Sieci EUREF-POL i POLREF stały się z kolei podstawą ponownego wyrównania dawnej sieci astronomiczno-geodezyjnej i triangulacji wypełniającej (sieci I klasy), a następnie także sieci poziomej II klasy.
Przeciętny błąd położenia punktów sieci POLREF względem EUREF-POL nie przekracza 0,02 m.